# Aéroport de Polokwane/Pietersburg
L'aéroport international Polokwane , anciennement connu sous l'ancien nom de la ville Pietersburg (code IATA : PTG • code OACI : FAPP), est un aéroport desservant la ville de Pietersburg/Polokwane dans la province sud-africaine de Limpopo. L'aéroport est situé à 5 km au nord de la ville. Il a été ouvert en 1996 sur le site d'une ancienne base de l'air force.

## Situation
| Bloemfontein Mthatha Skukuza Richards Bay Polokwane/Pietersburg Pietermaritzburg Prétoria-Wonderboom Ulundi Upington Pilanesberg Le Cap Phalaborwa Port Elizabeth Kruger Mpumalanga Kimberley Mala Mala Durban George Plettenberg · Bay Hoedspruit Jo'bourg-Lanséria Jo'bourg-OR Tambo East London |

Carte statique des aéroports d'Afrique du Sud.Carte dynamique des aéroports d'Afrique du Sud.

## Compagnies et destinations
| Compagnies | Destinations           |
| ---------- | ---------------------- |
| Airlink    | Johannesbourg OR Tambo |

Actualisé le 21/11/2023